# Clan Edo
Le clan Edo est une ramification mineure du clan Taira. Il fortifie la colonie connue sous le nom « Edo » qui deviendra plus tard Tokyo. Le palais impérial occupe à présent cet emplacement,.
Durant l'époque Azuchi-Momoyama, le clan prend le nom « Kitami ».

## Histoire
Le clan est originaire de Chichibu dans la province de Musashi (de nos jours préfecture de Saitama). À la fin du XIIe siècle, Edo Shigetsugu s'installe au sud et fortifie la petite colline à Edo, située là où la Sumida-gawa entre dans la baie de Tokyo. À cet emplacement se trouvent de nos jours le Honmaru et des parties du Ninomaru du château d'Edo.
C'est là que les Edo développent leur force militaire sous l'autorité d'Edo Shigenaga, le deuxième patriarche.
En août 1180, Shigenaga attaque Muira Yoshizumi, allié du clan Minamoto rival. Trois mois plus tard, il change de camp lorsque Minamoto Yoritomo pénètre dans Musashi. Shigenaga aide les Minamoto à renverser les Taira à Kyoto. En retour, Yoritomo accorde à Shigenaga sept nouveaux domaines dans la province de Musashi, dont Kitami dans ce qui est maintenant l'arrondissement de Setagaya à l'ouest de Tokyo.
Les documents indiquent qu'en 1457, Edo Shigeyasu cède sa base principale d'Edo à Ōta Dōkan, vassal de la puissante branche Ōgigayatsu du clan Uesugi du temps de Uesugi Sadamasa. Celui-ci est le Kanto-kanrei pour les Ashikaga. Dōkan construit le château d'Edo sur le site.
Le clan Edo se déplace alors à Kitami.
En 1593, dans un serment d'allégeance à Tokugawa Ieyasu, Edo Katsutada change le nom du clan en « Kitami ». Katsutada est employé par les premier et deuxième shoguns Tokugawa et atteint la position de magistrat de Sakai, au sud d'Osaka.
Shigemasa, petit-fils de Katsutada, est en faveur auprès du cinquième shogun Tokugawa Tsunayoshi. Il s'élève de la position de hatamoto avec une allocation de 1 000 koku à celle de sobayonin, aux revenus de 20 000 koku. Sobayonin, ou grand chambellan, est un poste influent, chargé de relayer les messages entre le shogun et ses conseillers supérieurs. Il lui est aussi accordé un plus grand domaine en 1686.
Cependant, la fortune du clan tourne soudainement. En 1689, le neveu de Shigemasa viole le tabou du shogunat relativement à l'effusion de sang. Shigemasa est déchu de son statut et de sa propriété et banni à Ise où il meurt en 1693 à l'âge de 36 ans. Avec lui disparaît le clan Edo, vieux de cinq cents ans.
Les pierres tombales de plusieurs générations du clan se trouvent à Keigen-ji, temple bouddhiste fondé en 1186 par Edo Shigenaga à Kitami.